# Klaus Suomela
Klaus Uuno Suomela (Porvoo, Uusimaa de l'Est, 10 de novembre de 1888 – Hèlsinki, 4 d'abril de 1962) va ser un gimnasta finlandès que va competir a començaments del segle xx.
El 1912 va prendre part en els Jocs Olímpics d'Estocolm, on va guanyar la medalla de plata en el concurs per equips, sistema lliure del programa de gimnàstica.
El 1924, als Jocs de París, participà en el concurs de literatura del programa d'art.